# Деволюційна війна
Деволюційна війна (нід. Devolutieoorlog) — війна 1667—1668 років між Францією й Іспанією за Іспанські Нідерланди. Війна була викликана домаганнями Франції на деякі південно-нідерландські території, що належали Габсбургам. Франція як привід використовувала так зване «деволюційне право», що діяло в деяких цих землях (зокрема, в Брабанті), з якого випливало, що у випадку другого шлюбу батька володіння переходило («деволюціонувало») до дітей від першого шлюбу, які мали перевагу перед дітьми від другого шлюбу. Війна розгорілася після смерті в 1665 році іспанського короля Філіпа IV, дочкою якого від першого шлюбу була дружина французького короля Людовика XIV Марія Терезія, а спадкоємцем на іспанському престолі — син від другого шлюбу Карл II Габсбург. Війна закінчилася утворенням трійного союзу Англії, Швеції та Нідерландів, під тиском якого було підписано Аахенський мир. Франція набула деяку кількість земель, але була змушена поступитися в основних своїх домаганнях.